# Jean Boudou
Jean Boudou, in occitano Joan Bodon (Crespin, 11 dicembre 1920 – Larbatache, 24 febbraio 1975) è stato uno scrittore francese di lingua occitana con cui ha realizzato la sua intera produzione. Alcune delle sue opere pubblicate in francese sono quindi traduzioni.
Bodon è introdotto nel mondo immaginario dei racconti tradizionali, che utilizza nelle sue opere, da sua madre, narratrice di Rouergue, il cui nome da nubile era Balssa che, distorto e munito di una particella da un membro della sua famiglia, è quello del famoso scrittore Honoré de Balzac.

## Biografia
Dopo aver completato la scuola elementare a Crespin, iniziò il corso complementare a Naucelle nel 1932 . Nel 1934 rimase sconvolto nell'apprendere della morte di sua nonna diventando balbuziente. Nel 1938 fu ammesso alla Scuola normale elementare di Rodez.
Nel 1940, passò al consiglio dei revisori mentre faceva tirocini presso il Liceo tecnico di Rodez, a Pau e a Saint-André-de-Najac . L'anno dopo fu nominato insegnante a Castanet, mentre nel 1942, fu chiamato ai Campi di lavoro giovanili francesi (Chantiers de la Jeunesse) ad Anduze ( Gard ) e nominato a Durenque . Da lì, durante l'occupazione nazista in Francia, fu costretto a partire per il Servizio di lavoro obbligatorio (Francia) (STO) a Breslau ( Slesia ), dove rimase dal 1943 al 1945 quando fu liberato dall'esercito sovietico.
Dal 1946 al 1949, riprese ad insegnare a Durenque dove si sposò. Dal 1949 al 1955 diventò insegnante a Mauron de Maleville e poi insegnante itinerante di agricoltura a Saint-Laurent-d'Olt  dal 1955 al 1967.
All'insegna della cooperazione, partì con il ruolo di professore agricolo CEG per l'Arbatach in Algeria, dove lavorò fino alla morte.
Nel 2010, la sua città natale a Crespin fu riabilitata e divenne l'Ostale Joan Bodon, un centro culturale che fa da museo, centro espositivo e luogo per spettacoli dedicati al suo lavoro e, più in generale, alla cultura occitana.

## Opera
Produsse interamente in occitano, sua lingua madre, una raccolta di romanzi, racconti e poesie che tocca l'universale. 
   (Georg Kremnitz). Joan BODON.
- Varie poesie (1935-1941)
- Quando ero giovane (Souvenirs des Chantiers de la jeunesse, 1942, inedito)
- Freschezza del Viaur (poesie, 1945, inedite)
- L'Évangile de Barthélemy ( L'Evangèli de Bertomieu ) (1949, frammenti tradotti da Pierre Canivenc, pubblicato su Les Cailloux du chemin )
- La Chanson du pays (poesie, 1949, inedito)
- Tales from my home ( Los contes del meu ostal ) (1951)
- Contes du Viaur (1952, non pubblicato)
- Contes des Balssa ( Contes dels Balssas ) (1953)
- La Croix de Toulouse (romanzo incompleto, 1954, inedito)
- Les Cailloux du chemin ( La grava sul camin ) (romanzo, 1956, tradotto dall'occitano da Cantalausa, 1988), pubblicato con L'Évangile de Barthélemy .
- La Sainte Estelle du Centenaire ( La Santa Estèla del Centenari ) (romanzo, 1960)
- Il libro per il mio amico (poesie, 1960, inedito)
- The Man I Was (romanzo incompleto, 1960)
- Il libro dei grandi giorni ( Lo libre dels Grands Jorns ) (romanzo, 1964)
- The October Fair (romanzo incompleto, 1965, non pubblicato)
- Il libro di Catoia ( Lo libre de Catòia ) (romanzo, 1966)
- L'atto (romanzo incompleto, 1967-1968, non pubblicato)
- La nuova cooperativa (romanzo incompleto, 1967-1968, inedito)
- Progresso agricolo nell'Aveyron (incompleto, 1967-68, non pubblicato)
- Niente batte l'elettroshock (poesie, 1970)
- Osservazioni di un occitano (colonna del giornale, 1972-1975)
- The Chimera ( La Quimèra ) (romanzo, 1974)
- Contes du Drac (1975)
- The Golden Ring (racconto illustrato, 1975)
- Sul mare delle galee ( Sus la mar de las galèras ) (poesie, 1975)
- The young ladies ( Las Domaisèlas ) (racconto fantastico, 1976)
- Lettere da Jean Boudou a Henry Mouly (edizione postuma, 1986)

### In occitano
- (OC) Joan Bodon, Obras romanescas complètas, Institut d'estudis occitansª ed., 1973.
- (OC) Joan Bodon, Contes del meu ostal : (seguida de) Lo Pan de froment, collana A tots, Institut d'estudis occitansª ed., 1978,  p. 100, ISSN 0338-6171 (WC · ACNP).
- (OC) Joan Bodon, Contes dels Balssàs, collana A tots, Institut d'estudis occitansª ed., 1978,  p. 198, ISSN 0338-6171 (WC · ACNP).
- (OC) Joan Bodon, La Grava sul camin, collana A tots, Institut d'estudis occitansª ed., 1976,  p. 164, ISSN 0338-6171 (WC · ACNP).
- (OC) Joan Bodon, La Santa Estèla del Centenari, collana A tots, Institut d'estudis occitansª ed., 1973,  p. 161, ISSN 0338-6171 (WC · ACNP).
- (OC) Joan Bodon, Lo Libre dels grands jorns, collana A tots, Institut d'estudis occitansª ed., 1978,  p. 103, ISSN 0338-6171 (WC · ACNP).
- (OC) Joan Bodon, Lo Libre de Catòia, collana A tots, Institut d'estudis occitansª ed., 1978,  p. 187, ISSN 0338-6171 (WC · ACNP).
- (OC) Joan Bodon, La Quimèra, collana A tots, Institut d'estudis occitansª ed., 1974,  p. 476, ISSN 0338-6171 (WC · ACNP).
- (OC) Joan Bodon, Las Domaisèlas, collana A tots, Institut d'estudis occitansª ed., 1976,  p. 160, ISSN 0338-6171 (WC · ACNP).
- (OC) Joan Bodon, Contes del meu ostal, Salingardesª ed., 1951,  p. 112.
- (OC) Joan Bodon, Joan Boudou. Contes dels Balssas, illustrazioni di Marius Valière, Salingardesª ed., 1953,  p. 324.
- (OC) Joan Bodon, Lo Libre dels grands jorns, Lo Libre occitanª ed., 1968,  p. 107.
- (OC) Joan Bodon, Ren non val l'electro-chòc..., collana 4 vertats, J. Larzacª ed., 1970,  p. 31.
- (OC) Joan Bodon, Lo Libre dels grands jorns, collana Los Pichons classics occitans, Centre d'estudis occitansª ed., 1973,  p. 98, ISSN 1766-7488 (WC · ACNP).
- (OC) Joan Bodon, Contes del Drac, I.E.O. Roèrgue e Albigésª ed., 1975,  p. 85.
- (OC) Joan Bodon, Andrieu Pradèl e Sèrgi Mallet, Los carbonièrs de La Sala, collana Collección Viure al païs, Vent terralª ed., 1975,  p. 181, ISSN 0338-8859 (WC · ACNP).
- (OC) Joan Bodon, Contes del Drac, Institut d'estudis occitansª ed., 1975,  p. 85.
- (OC) Joan Bodon, Sus la mar de las galèras, collana Messatges, Institut d'études occitanesª ed., 1975,  p. 53, ISSN 0335-8437 (WC · ACNP).
- (OC) Joan Bodon, Contes del Drac, collana Lo Banquet, I.E.O. Roèrgue e Albigèsª ed., 1984,  p. 85, ISSN 0763-4986 (WC · ACNP).
- (OC) Joan Bodon, Letras de Joan Bodon a Enric Mouly, Societat dels amics de Joan Bodonª ed., 1986,  p. 276.
- (OC) Joan Bodon, La Quimèra, Éd. du Rouergueª ed., 1989,  p. 478, ISBN 2-905209-29-1.
- (OC) Joan Bodon, Las Domaisèlas ; L'Òme que èri ieu, Ed. del Roergueª ed., 1987,  p. 233, ISBN 2-905209-12-7.
- (OC) Joan Bodon, La Grava sul camin ; L'Evangèli de Bertomieu, Ed. del Roergueª ed., 1988,  p. 253, ISBN 2-905209-23-2.
- (OC) Joan Bodon, Contes, Ed. del Rouergueª ed., 1989,  p. 444, ISBN 2-905209-36-4.
- (OC) Joan Bodon, La Santa Estela del Centenari, Ed. del Roergueª ed., 1990,  p. 252, ISBN 2-905209-42-9.
- (OC) Joan Bodon, La Montanha Negra : adapt. par des élèves de 4e et de 3e du Collège du Val de Cère sous la dir. de Roger Chevalier, Collège du Val de Cèreª ed., 1993,  p. 36.
- (OC) Joan Bodon, Lo libre de Catòia, Éd. del Roergueª ed., 1993,  p. 258, ISBN 2-905209-73-9.
- (OC) Joan Bodon e Ives Roqueta, Contes dels Balssàs, IEO ed.ª ed., 2003,  p. 227, ISBN 2-85910-310-4.
- (OC) Joan Bodon, Contes, IEO ed.ª ed., 2003,  p. 217, ISBN 2-85910-311-2.
- (OC) Joan Bodon, La grava sul camin ; L'evangèli de Bertomieu, IEO ed.ª ed., 2003,  p. 253, ISBN 2-85910-340-6.
- (OC) Joan Bodon, Lo libre dels grands jorns, Ed. du Rouergueª ed., 1996,  p. 188, ISBN 2-84156-034-1.

### In francese
- (FR) Joan Bodon, Joan de Cantalausa e Institut d'estudis occitans (Toulouse). Seccion (Aveyron )., Le Temps nouveau, Centre d'animacion Loisirs en Roergueª ed., 1976,  p. 26.
- (FR) Joan Bodon, Le Livre de Catoïa ; (suivi de) Le Livre des grands jours, collana Commune présence, le Chemin vertª ed., 1982,  p. 221, ISSN 0244-1799 (WC · ACNP).
- (FR) Joan Bodon, Les Demoiselles ; l'Homme que j'étais, traduzione di Pierre Canivenc, Éd. du Rouergueª ed., 1987,  p. 233.
- (FR) Joan Bodon, Les Cailloux du chemin ; L'Évangile de Barthélemy, Éd. du Rouergueª ed., 1988,  p. 253, ISBN 2-905209-22-4.
- (FR) Joan Bodon, La Chimère, Éd. du Rouergueª ed., 1989,  p. 478, ISBN 2-905209-28-3.
- (FR) Joan Bodon, Contes, Ed. du Rouergueª ed., 1989,  p. 444, ISBN 2-905209-35-6.
- (FR) Joan Bodon, La Sainte-Estelle du Centenaire : conte, Éd. du Rouergueª ed., 1990,  p. 252, ISBN 2-905-209-41-0.
- (FR) Joan Bodon, Le livre de Catoïe, Éd. du Rouergueª ed., 1993,  p. 265, ISBN 2-905209-72-0.
- (FR) Joan Bodon, Le livre des grands jours, Ed. du Rouergueª ed., 1996,  p. 188, ISBN 2-84156-027-9.
- (OC) (FR) Joan Bodon, Poèmas : Éd. bilingue, IEO ed.ª ed., 2010, ISBN 978-2-85910-475-7.
- (FR) Joan Bodon, La canson del paìs : 1948, collana Éditions de textes, Section française de l'Association internationale d'études occitanesª ed., 2012,  p. 225, ISBN 978-2-907673-12-9, ISSN 1242-8086 (WC · ACNP).